# گاسترولاسیون
در زیست‌شناسی تکوینی، گاسترولاسیون (به انگلیسی: Gastrulation) عبارت "گاسترولا" و "گاسترولاسیون" توسط ارنست هکل در اثر خود به نام "Biology of Calcereous Sponges" معرفی شدند 1872. اعتبار این سخن را به لوئیس ولپورت، محور های بدن را تشکیل داده (مثل محورهای پشتی-شکمی قدامی-خلفی)، و همچنین برخی از انواع سلول‌هایی که قرار است در آینده تبدیل به لوله گوارشی (احشاء) شوند را درونی سازی کند.
در جانداران سه‌لایه رویانی، گاسترولا سه لایه ای می باشد. این سه لایه را لایه‌های زایا نامیده که به نام های اکتودرم (لایه بیرونی)، مزودرم (لایه میانی)، و اندودرم (لایه داخلی) شناخته می شوند. در جانداران دولایه رویانی چون گزنده‌تباران و شانه‌دارتباران، گاسترول تنها شامل اکتودرم و اندودرم می شود. این دو لایه را برخی مواقع هیپوبلاست و اپی‌بلاست هم می نامند.
گاسترولاسیون بعد از تسهیم و تشکیل بلاستولا رخ می دهد. به دنبال گاسترولاسیون، اندام‌زایی رخ می دهد، که در آن تک تک اعضا در لایه‌های زایای تازه شکل یافته تکوین پیدا می کنند. هر لایه در رویان درحال تکوین تبدیل به یک بافت یا عضو خاص می گردد.
- اکتودرم در مهره‌داران منجر به اپی‌درمیس، دستگاه عصبی و ستیغ عصبی می شود.[۲]
- اندودرم منجر به بافت پوششی دستگاه گوارشی، دستگاه تنفسی و اعضای دستگاه گوارشی مرتبط با آن چون کبد و لوزالمعده می شود.[۲]
- مزودرم منجر به انواع مختلف سلولی چون ماهیچه‌ها، استخوان‌ها، و بافت همبند می شود. در مهره‌داران، مشتقات مزودرم شامل نوتوکورد، قلب، خون و عروق خونی، بافت چربی، غضروف دنده‌ها و مهره‌ها، درمیس.[۲][۷]

پس از گاسترولاسیون، سلول‌های درون بدن به شکل ورقه‌های سلول‌های متصل بهم (مثل بافت پوششی) درآمده یا شبکه‌ای از سلول‌های ایزوله چون مزانشیم را تشکیل می دهند.
گرچه که الگوهای گاسترولاسیون، تغییرات بزرگی را در سرتاسر فرمانرو جانوران از خود نشان می دهند، اما این تغییرات توسط پنج حرکت سلولی بنیادین طی گاسترولاسیون یکپارچه می گردند:
1. درون‌روی (Invagination)
2. درون‌خزیدگی (Involution)
3. مهاجرت انفرادی (Ingression)
4. دولایه‌ای شدن (Delamination)
5. روخزیدگی (Epiboy)

عبارت "گاسترولا" و "گاسترولاسیون" توسط ارنست هکل در اثر خود به نام "Biology of Calcereous Sponges" معرفی شدند 1872. اعتبار این سخن را به لوئیس ولپورت، زیست‌شناس تکوینی پیشرو در این زمینه، نسبت می دهند: "مهم ترین زمان زندگی شما نه تولد، نه ازدواج و نه مرگ، بلکه گاسترولاسیون می باشد."

## ارجاعات
1. ↑  Ereskovsky 2010: p. 236
2. 1 2 3 4 5 6  Gilbert, Scott F.; Michael J. F. Barresi (2016). Developmental biology (Eleventh ed.). Sunderland, Massachusetts. ISBN 978-1-60535-470-5. OCLC 945169933.
3. ↑  Mundlos 2009: p. 422
4. 1 2  McGeady, 2004: p. 34
5. ↑  Jonathon M.W., Slack (2013). Essential Developmental Biology. West Sussex, UK: Wiley-Blackwell. p. 122. ISBN 978-0-470-92351-1.
6. ↑  Hall, 1998: pp. 132-134
7. ↑  Arnold & Robinson, 2009
8. ↑  Hall, 1998: p. 177
9. ↑  five basic types of cell movements
10. ↑  Gilbert 2010: p. 164.
11. ↑  Ereskovsky 2010: p. 236
12. ↑  Wolpert L (2008) The triumph of the embryo. Courier Corporation, page 12. شابک ‎۹۷۸۰۴۸۶۴۶۹۲۹۴

- مشارکت‌کنندگان ویکی‌پدیا. «Gastrulation». در دانشنامهٔ ویکی‌پدیای انگلیسی.

## مطالعه بیشتر
- Baron, Margaret H. (2001). "Embryonic Induction of Mammalian Hematopoiesis and Vasculogenesis".  In Zon, Leonard I. (ed.). Hematopoiesis: a developmental approach. Oxford University Press. ISBN 978-0-19-512450-7.
- Cullen, K.E. (2009). "embryology and early animal development". Encyclopedia of life science, Volume 2. Infobase. ISBN 978-0-8160-7008-4.
- Forgács, G. & Newman, Stuart A. (2005). "Cleavage and blastula formation". Biological physics of the developing embryo. Cambridge University Press. Bibcode:2005bpde.book.....F. ISBN 978-0-521-78337-8.{{cite book}}:  نگهداری یادکرد:استفاده از پارامتر نویسندگان (link)
- Forgács, G. & Newman, Stuart A. (2005). "Epithelial morphogenesis: gastrulation and neurulation". Biological physics of the developing embryo. Cambridge University Press. Bibcode:2005bpde.book.....F. ISBN 978-0-521-78337-8.{{cite book}}:  نگهداری یادکرد:استفاده از پارامتر نویسندگان (link)
- Hart, Nathan H. & Fluck, Richard A. (1995). "Epiboly and Gastrulation".  In Capco, David (ed.). Cytoskeletal mechanisms during animal development. Academic Press. ISBN 978-0-12-153131-7.{{cite book}}:  نگهداری یادکرد:استفاده از پارامتر نویسندگان (link)
- Knust, Elizabeth (1999). "Gastrulation movements".  In Birchmeier, Walter; Birchmeier, Carmen (eds.). Epithelial Morphogenesis in Development and Disease. CRC Press. pp. 152–153. ISBN 978-90-5702-419-1.
- Kunz, Yvette W. (2004). "Gastrulation". Developmental biology of Teleost fishes. Springer. ISBN 978-1-4020-2996-7.
- Nation, James L., ed. (2009). "Gastrulation". Insect physiology and biochemistry. CRC Press. ISBN 978-0-8493-1181-9.
- Ross, Lawrence M.; Lamperti, Edward D., eds. (2006). "Human Ontogeny: Gastrulation, Neurulation, and Somite Formation". Atlas of anatomy: general anatomy and musculoskeletal system. Thieme. ISBN 978-3-13-142081-7.
- Sanes, Dan H. et al. (2006). "Early embryology of metazoans". Development of the nervous system (2nd ed.). Academic Press. pp. 1–2. ISBN 978-0-12-618621-5.{{cite book}}:  نگهداری یادکرد:استفاده از پارامتر نویسندگان (link)
- Stanger, Ben Z. & Melton, Douglas A. (2004). "Development of Endodermal Derivatives in the Lungs, Liver, Pancreas, and Gut".  In Epstein, Charles J.;  et al. (eds.). Inborn errors of development: the molecular basis of clinical disorders of morphogenesis. Oxford University Press. ISBN 978-0-19-514502-1.{{cite book}}:  نگهداری یادکرد:استفاده از پارامتر نویسندگان (link)

## پیوندهای بیرونی
- Gastrulation animations بایگانی‌شده  در ۲۰۱۵-۱۰-۲۰ توسط Wayback Machine
- Gastrulation illustrations and movies from Gastrulation: From Cells To Embryo edited by Claudio Stern